# طومار

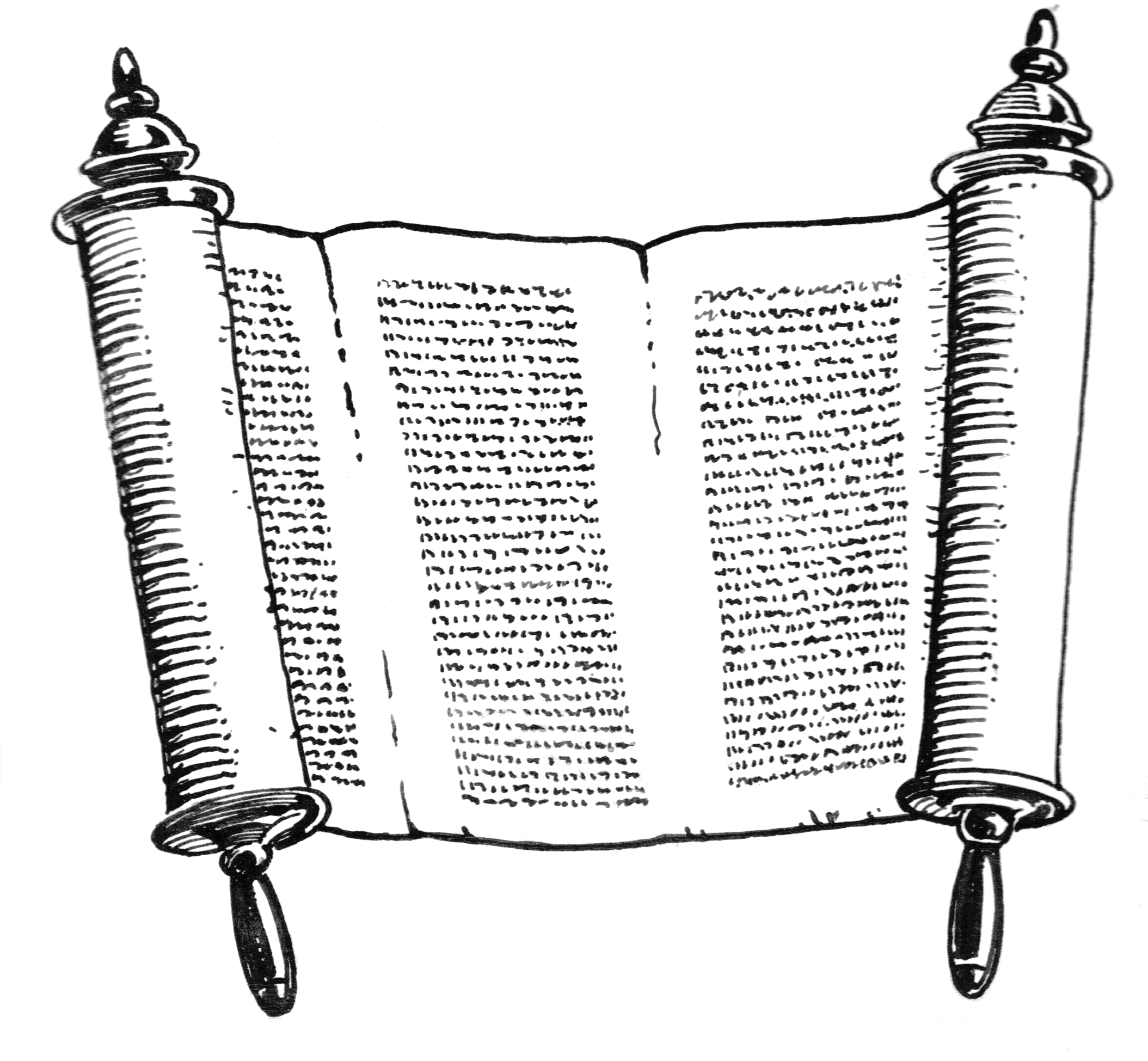

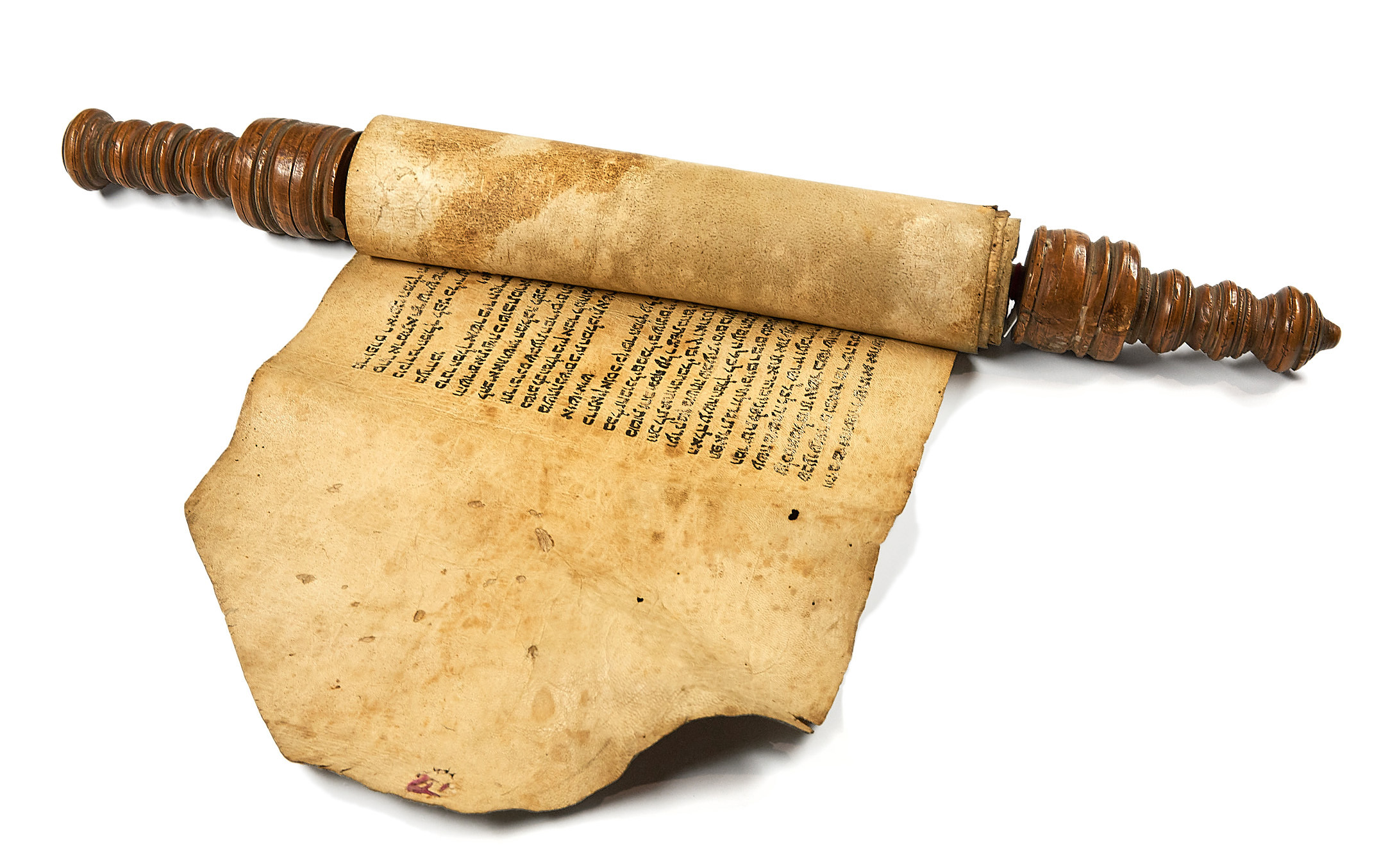

طومار، کاغذ نوشته‌های لوله‌شده را می‌گویند.
کلمه طومار عربی شده واژه‌ای یونانی و به معنی نامه، کتاب، دفتر، صحیفه، مکتوب، نوشته دراز، نوشته لوله کرده، و لوله کاغذ درنوردیده‌است. طوماری، صفت نسبی به معنی خط و قلم جلی (قلم درشت) و در مقابل قلم غباری (قلم و خط بسیار ریز) است.

## پیشینه
ریشهٔ این واژه یونانی است. آن را در مصر باستان از پاپیروس می‌ساخته‌اند. عرض آن بیش از بدستی و درازا گاه تا سی ذراع بوده‌است. در زبان پارسی میانه، به آن فْراوَرْدَگ می‌گفتند.
در مصر باستان، ورق‌های پاپیروس را از جهت عرض به‌هم می‌چسبانیدند و از آن نواری طویل ـ گاهی تا چند متر ـ می‌ساختند و سپس روی آن می‌نوشتند. بعدها، این شکل کتابت مورد تقلید جوامع دیگر نیز قرار گرفت و بعضی فرمان‌ها و مکتوبات را به‌صورت طوماری تحریر می‌کردند.
در دوره‌های اسلامی نیز بسیاری از مکتوبات را بر روی کاغذهایی می‌نوشتند که از جانب طول به‌هم متصل می‌شدند و آنها را مانند کتاب‌های خطی آراسته و تذهیب می‌کردند. در عصر قاجار بیشتر قباله‌های ازدواج و وقفنامهها را در کاغذهای طوماری می‌نوشتند. گاهی هم پشت کاغذهای اتصال یافته را برای استحکام بیشتر با پارچه‌ای ظریف آستر می‌کردند همچنین برای حفاظت طومارها از محفظه یا غلاف چرمی، چوبی، و فلزی استفاده می‌شد.

## مزیّت و علّت استفاده
یکی از مهم‌ترین علل استفاده از طومار، حفظ مطالب زیاد در فضا و حجمی کم است و علت دیگر آن را می‌توان حفاظت اطلاعات مضبوط در آنها از آسیب‌ها و حوادث طبیعی دانست.